# رابرت منزیس
رابرت منزیس (انگلیسی: Robert Menzies؛ ۲۰ دسامبر ۱۸۹۴ – ۱۵ مهٔ ۱۹۷۸) یک سیاست‌مدار، دیپلمات و وکیل اهل استرالیا بود.